# Høstbjerg
Høstbjerg är en sanddyn på ön Rømø i Region Syddanmark, i Danmark. Den är 19 meter hög och den högsta punkten på Rømö. På toppen finns en 
trianguleringspunkt av betong som markerar 20 m ö.h.
Området runt Høstbjerg består  huvudsakligen av gräsmarker och hed.